# Cimberio
La Cimberio (nome ufficiale Cimberio S.p.A., anche detta Cimberio valve) è un'azienda metallurgica italiana attiva nel campo della produzione di valvole.
Ha sede a San Maurizio d'Opaglio, in provincia di Novara e conta 185 addetti, distribuiti in due stabilimenti: uno presso la sede e uno a Berzonno di Pogno. La società è presente anche in altre nazioni, con filiali in Gran Bretagna, Svezia, Norvegia e USA.

## Storia

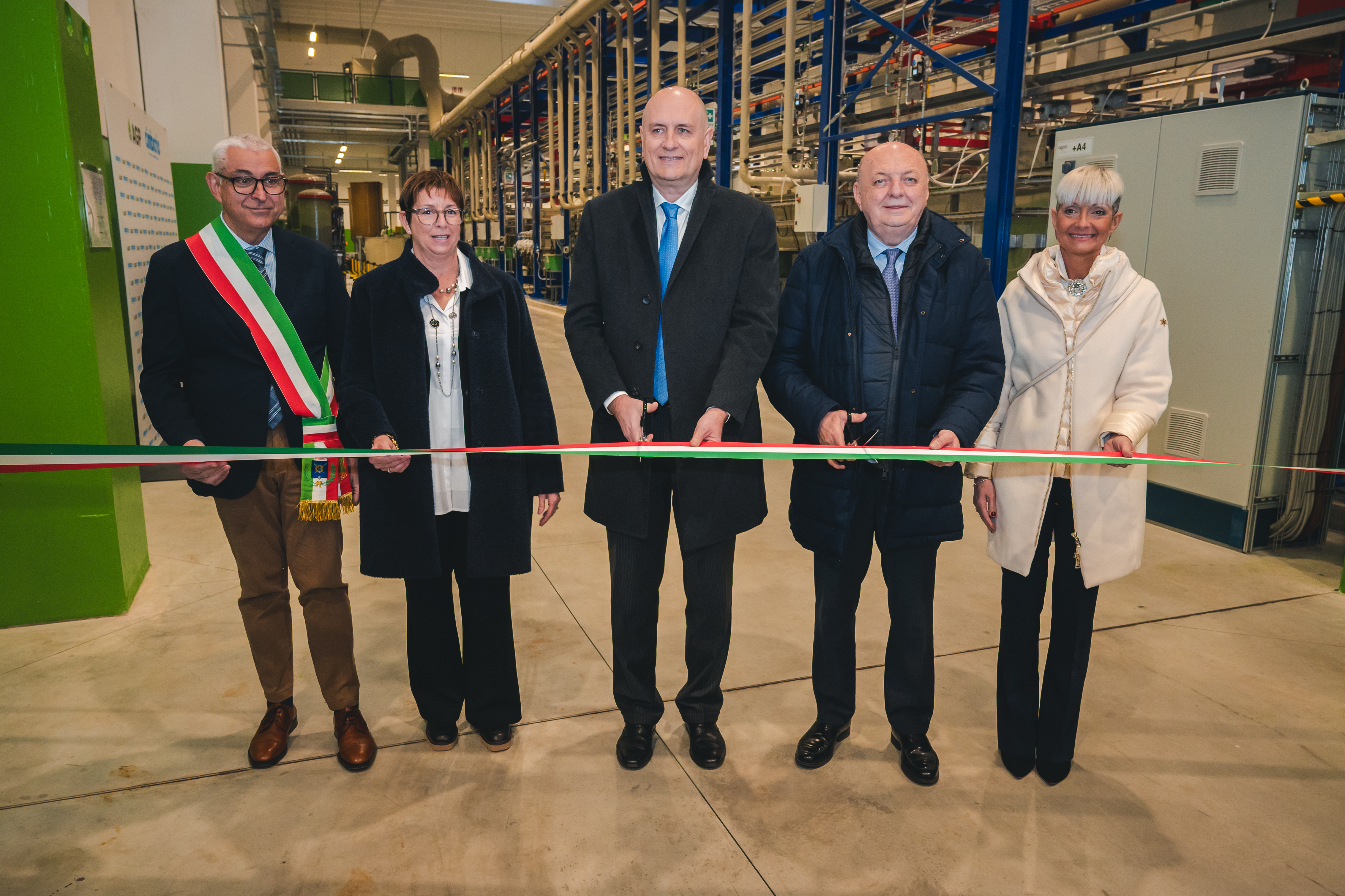
L'inaugurazione dell'impianto AGP con Roberto Cimberio e il Ministro Gilberto Pichetto Fratin

La Cimberio nasce come un'industria a carattere artigianale nel 1957 per opera di Giacomo Cimberio, che vuole sfruttare l'esperienza trentennale acquisita nel settore delle valvole.
Negli anni successivi, grazie a progressivi e sostanziosi investimenti, l'azienda cresce, aumentando la propria quota di mercato e iniziando ad operare anche su mercati internazionali.
Già negli anni 1970 la Cimberio comincia a produrre quello che oggi è il pezzo principale del proprio catalogo: le valvole a sfera. La Cimberio è una delle prime aziende al mondo a commercializzare questo articolo. 
Negli anni ottanta la struttura aziendale viene consolidata, ricercando nelle certificazioni un segno distintivo per il mercato. Nel 1980 viene intanto inaugurato lo stabilimento di Berzonno di Pogno..

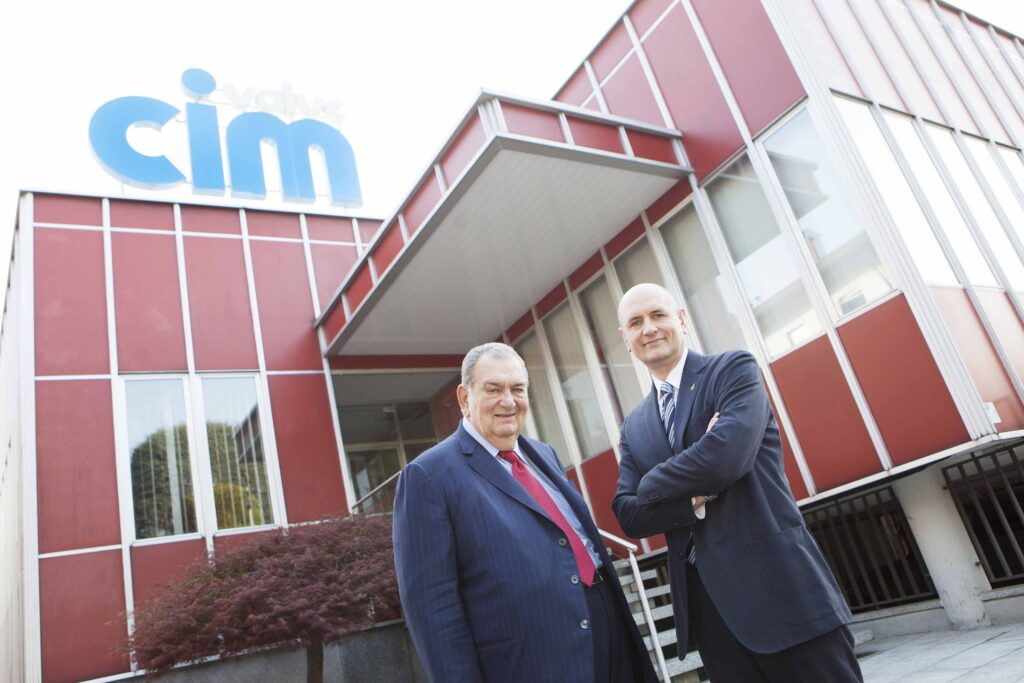
Renzo Cimberio con il figlio Roberto

L'espansione a livello internazionale porta nell'ultimo decennio del XX secolo all'apertura di centri di distribuzione in Svizzera, Gran Bretagna e Norvegia, con relativi investimenti tecnologici che sono continuati fino ad oggi. Il 19 luglio 2016 il presidente del consiglio del periodo Matteo Renzi ha visitato lo stabilimento di Pogno dell'azienda. 
Nel 2023 l'azienda ha ottenuto, tra le prime in Italia nel suo settore, la certificazione volontaria della Parità di Genere secondo la UNI/PdR 125:2022. Sempre nel 2023, la Cimberio ha adottato tre alveari che hanno trovato casa nel prato dello stabilimento di Pogno: l'apiario di Cimberio contribuirà alla difesa della biodiversità nel territorio circostante.
Cimberio dal 2022 è riconosciuto come Marchio Storico e la società è entrata a far parte della Associazione Marchi Storici d'Italia.
Nel corso del 2024 la società è cresciuta grazie a una serie di acquisizioni: sono entrate a far parte del gruppo la Arnaldo Fuselli Turned Parts, Enersem, Intellienergy Tech e QuickLink Solutions. 
Nel gennaio 2025, l'azienda ha inaugurato alla presenza del Ministro per l'Ambiente e la Sicurezza Energetica, On. Gilberto Pichetto Fratin, l'impianto AGP. Un impianto galvanico innovativo che ha rivoluzionato i trattamenti galvanici con tecnologie avanzate e sostenibili.